# King Island (Alaska)
King Island (Inupiaq: Ugiuvak) ist eine Insel im Beringmeer westlich der Seward-Halbinsel von Alaska. Die Insel befindet sich etwa 64 km westlich von Cape Douglas. Sie besteht primär aus einem gut 200 m hohen und 2,5 km langen Fels.
Entdeckt wurde sie im Jahr 1778 von James Cook, der sie nach seinem Leutnant an Bord, Lt. James King (1750–1784), benannte.
Ursprünglich war King Island die Winter-Heimat von etwa 200 Inupiat, die sich selbst Aseuluk nannten. Die Aseuluk, deren Bezeichnung für King Island Ukiwuk ist, verbrachten ihre Winter auf der Insel mit Jagen. Im Sommer zog es sie ans Festland in das Gebiet des heutigen Nome, Alaska. Dort verkauften sie ihre im Winter erlegte Beute (insbesondere die Felle). 
Mit Beginn der 1950er Jahre zogen mehr und mehr der Aseuluk ganzjährig nach Nome (1960 wohnten nur noch knapp 50 Aseuluk im Winter auf der Insel), ehe ab 1970 die gesamte Insel unbewohnt blieb. Die 45 Häuser, die katholische Kirche und das Schulgebäude des einzigen Dorfes verfallen seitdem.
Zur Fauna der Insel gehören unter anderem Schopfalke, eine mittelgroße Art aus der Familie der Alkenvögel.

## Einzelbelege
1. ↑   Anthony J. Gaston und Ian L. Jones: The Auks. Oxford University Press, Oxford 1998, ISBN 0-19-854032-9, S. 245